# 石拱桥 (磁县)
石拱桥，又叫大石桥，位于河北省邯郸市磁县花官营乡石桥村东，根据石桥结构、造型推测石桥年代为明代。石桥横跨花官营乡石桥村东滏阳河上，石桥东西向，青石质，为五孔石拱桥，三大二小石拱，桥长28.8米，宽6.1米，南北两侧各有20个石柱头，14座石狮，形态各异，造型活波，中间为2尊坐佛像，两侧为莲花形佛座，2尊石猴；桥栏杆长1.3米，宽0.22，厚0.22米；桥栏板长1.3米，高0.4米，图案“莲花”、“波浪”、“仙鹤”、“鹿”、“卷云”、“牡丹”等；桥券脸中部为喷水兽首。
2005年，被公布为邯郸市第二批市级文物保护单位。